# ピッツフォード郡区 (アイオワ州バトラー郡)
ピッツフォード郡区は、アメリカ合衆国、アイオワ州、バトラー郡にある16の郡区の一つである。2000年の国勢調査で、人口は994人だった。

## 地理
ピッツフォード郡区は、94.7平方キロメートル（36.57平方マイル)で、Dumontが含まれる。アメリカ地質調査所によると、この郡区はDumontとHarlanとNeedhamとOak HillとOld BristowとSouth Bristowの6つの霊園が含まれる。